# Bentelo
Bentelo est un village situé dans la commune néerlandaise de Hof van Twente, dans la province d'Overijssel. Le 1er janvier 2006, le village comptait 2 110 habitants.